# Miami (fiume)
Il Miami River è un fiume della Florida, negli Stati Uniti d'America, che drena acqua dalle Everglades e scorre verso Downtown nella città di Miami. Il fiume, lungo 8.9 km, scorre dal termine del Miami Canal presso l'Aeroporto Internazionale di Miami verso la Baia di Biscayne.
Inizialmente era un fiume naturale abitato presso la sua foce da Indiani Tequesta, ma fu successivamente dragato per drenare acqua dalle Everglades ed è attualmente inquinato a seguito del suo attraversamento della Contea di Miami-Dade.
La foce del fiume ospita ora il Porto di Miami.

## Etimologia
Nonostante si creda comunemente che il nome derivi da una parola indiana che significa "acqua dolce", il primo riferimento a questo nome fu di Hernando de Escalante Fontaneda, un prigioniero degli indiani nel sud della Florida per 17 anni, quando fece riferimento a quello che attualmente il Lago Okeechobee come il "Lago di Mayaimi, che è chiamato Mayaimi perché è molto ampio".
Fonti spagnole includono il cacicco di 'Maimi' in un gruppo di 280 indiani delle Florida arrivati a Cuba nel 1710.
Rapporti di una missione spagnola nell'area della Baia di Biscayne Bay nel 1743 citano dei 'Maymies' o 'Maimíes' che vivevano nei dintorni.
Il fiume è noto anche come Garband River, Rio Ratones, Fresh Water River, Sweetwater River e Lemon River. È noto come Miami River dalla seconda delle Guerre Seminole del 1835–42.

## Il fiume naturale
Nel suo stato naturale iniziale, il fiume iniziava dalle rapide formate dall'acqua delle Everglades che scorrevano sopra una balza rocciosa a 6.4 km dalla sua foce. Frederick H. Gerdes, dello U.S. Coast Survey, nel 1849 riportava che dalla cascata superiore al suo ingresso nella Baia di Biscayne, le acque delle Gades erano 1.89 m al di sopra della bassa marea." Le rapide furono distrutte quando il Miami Canal fu dragato nel tentativo di drenare acqua dalla zona umida.
Il fiume si divideva in un ramo nord ed uno sud a circa 4.8 km a monte della sua foce. Ciascun ramo si estendeva per solo 1.6 km dalle rapide che segnavano il limite delle Everglades. Il ramo nord aveva la portata ed il dislivello maggiore sulle sue rapide. A 2.4 km dalla foce c'era un tributario sul lato nord, chiamato Wagner Creek, che era lungo circa 3.2 km. Il Miami River era alimentato anche da numerose sorgenti, incluse alcune lungo il letto del fiume. Il flusso era variabile e durante le siccità cessava completamente.

## Storia

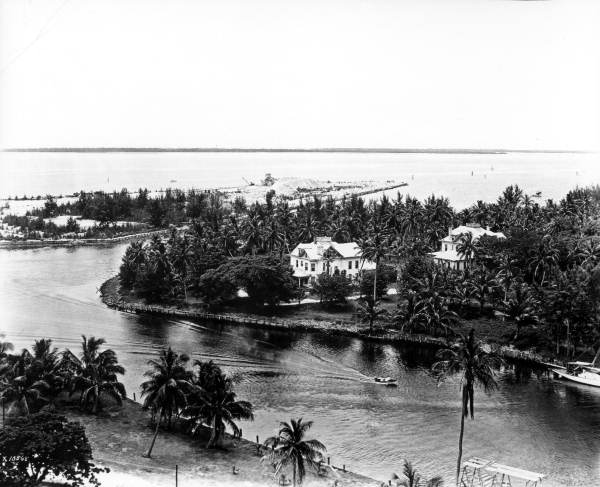
La foce del Miami River a Brickell Point nell'agosto del 1935).

I più antichi abitanti della zona attornao al Miami River furono gli indiani Tequesta. La loro principale città al tempo dei primi contatti con gli europei era sulla riva nord del fiume, vicino alla foce. Prima dell'intenso sviluppo di Miami nel XX secolo, dei tumuli costruiti dai Tequesta erano disposti lungo il fiume.
Missioni spagnole si stabilirono brevemente nei pressi del fiume nel 1567–70 e nel 1743, ma l'area fu abbandonata quando la Spagna passò la Florida al Regno di Gran Bretagna nel 1763.
L'area lungo il Miami River attirò residenti nel X|X secolo, con la principale eccezione del periodo durante le Guerre Seminole, ma con un impatto limitato sul fiume. L'esercito americano iniziò a scavare un canale lungo il litorale alla foce del fiume nel 1856, ma si fermò quando si decise che la base di Fort Dallas utilizzata durante le guerre non sarebbe stata permanente.

## Dragaggio ed inquinamento
Profonde modifiche al fiume cominciarono con l'arrivo a Miami nel 1896 della Florida East Coast Railway. Lungo il fiume vi furono molte azioni di dragaggio e riempimento. Le rapide all'inizio del ramo sud furono rimosse nel 1908. Dal 1909 al 1912 fu scavato il Miami Canal, scavalcando le rapide all'inizio del ramo nord. Il canale fu sbarrato dal fiume per la gran parte del periodo della costruzione. Quando il canale fu aperto verso il fiume nel marzo 1912 grandi quantità di fango delle Everglades e pietre finemente macinate dallo scavo vennero riversate nel fiume, intasandolo. Come risultato, si dovette dragare la parte inferiore del fiume tre volte in due anni.
Il dragaggio del fiume e dei canali connessi al fiume continuò negli anni 1930. L'aumento della profondità del Miami River (e di altri corsi d'acqua e canali che portavano alla Baia di Biscayne), come anche il drenaggio delle Everglades che era uno dei principali obiettivi del dragaggio, causò la risalita di acqua salata nell'area, portando più volte all'abbandono di pozzi di acqua dolce. Negli anni 1940 furono installate delle dighe sui canali che portavano al Miami River per prevenire che l'acqua salata si propagasse all'interno.
Inoltre, il Miami River iniziò anche a soffrire d'inquinamento. Nel 1897, la prima condotta fognaria di Miami iniziò a scaricare direttamente nel fiume. Negli anni 1950, 29 fogne scaricavano liquami non trattati nel fiume. In quegli anni, la contea di Dade costruì un impianto di trattamento di liquami a Virginia Key ed iniziò a connettervi le condotte fognarie, un progetto che durò diversi anni.
Sebbene la parte del fiume che va dalla NorthWest 36th Street alla sua foce sia ancora inquinato, questo è stato considerevolmente mitigato dal rafforzamento delle leggi internazionali ed americane al riguardo della discarica di olio e liquami dalle navi come anche dalle leggi che si occupano degli scarichi industriali. Nel fondo fangoso, comunque, sono ancora rilevate sostanze non desiderabili in notevole quantità.

## Uso commerciale

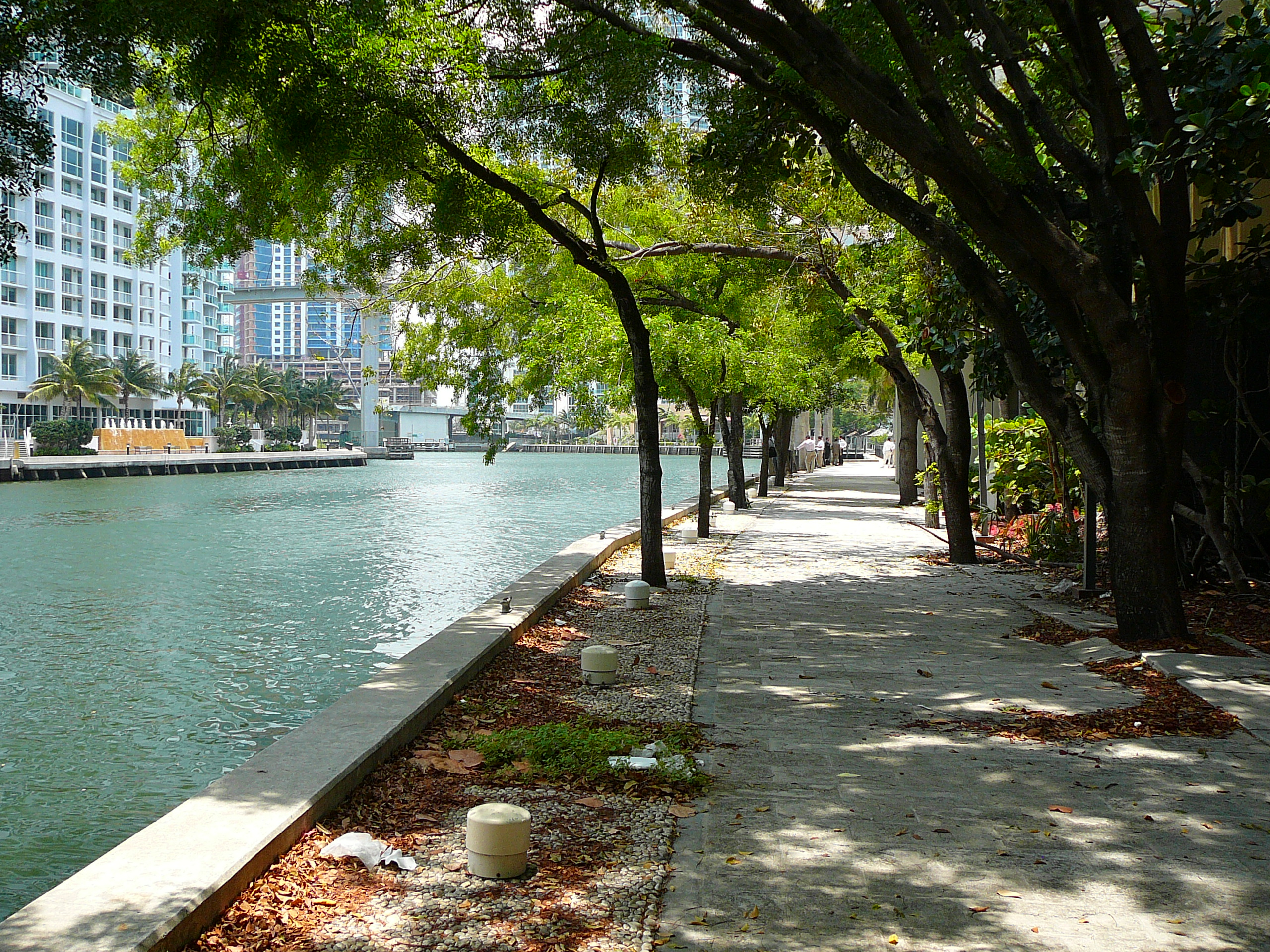
La nuova passeggiata sul fiume Miami Riverwalk nel 2008

Il Miami River ha ospitato a lungo diversi piccoli terminali mercantili ai quali piccole imbarcazioni (fino a circa 70 m di lunghezza) attraccavano per caricare merci, molti delle quali destinate a porti delle Bahamas ed altre nazioni caraibiche. È anche un'area dove diverse forme di contrabbando (droga, clandestini) sono state praticate. Grazie agli sforzi continui di United States Coast Guard, United States Immigration and Customs Enforcement, DEA ed altre agenzie, negli ultimi anni il traffico illecito è stato minimizzato.
Recentemente, sulla base dell'interesse comune, diverse attività economiche lungo il fiume hanno formato il Miami River Group, che lavora in stretta collaborazione con gli organi di polizia, la US Coast Guard, ICE ed altre organizzazioni.
Sebbene la parte del fiume che va dalla NorthWest 36th Street alla sua foce sia ancora inquinato, questo è stato considerevolmente mitigato dal rafforzamento delle leggi internazionali ed americane al riguardo della discarica di olio e liquami dalle navi come anche dalle leggi che si occupano degli scarichi industriali. Nel fondo fangoso, comunque, sono ancora rilevate sostanze non desiderabili in notevole quantità.
Negli anni passati, molti vascelli attraccati sul fiume al termine del loro ultimo viaggio venivano abbandonati ed affondati lungo i moli, creando danni al panorama e pericoli per la navigazione. Quei relitti sono stati rimossi.
Il fiume attualmente opera come un unico porto con diverse attrezzature portuali ed organizzazioni di supporto come agenti, ispettori, consulenti, architetti ed ingegneri navali ed attività di manutenzioni di navi e macchinari.
Molte delle navi che salpano dal Miami River portano generi di prima necessità a porti di Haiti come Port-au-Prince, Miragoâne, Cap-Haïtien, Port-de-Paix, Saint-Marc, Gonaïves e Jacmel. Le loro merci sono tipicamente alimenti secchi come legumi e riso, cibo in scatola, vestiti, oggetti ed apparecchiature per la casa ed automezzi usati.